# Димитър Тишин
 Тази статия е за писателя.  За революционера на ВМОРО вижте Димитър Краев (революционер).  
Димитър Тишин е литературният псевдоним на Димитър Тодоров Краев.

## Биография
Роден е в село Тича, Котленско, на 16 март 1913 г. На 14-годишна възраст заболява от менингит и загубва слуха си. Тогава е в 3-ти прогимназиален клас и, макар и глух, продължава образованието си в столарското училище в град Котел.
През 1934 г. постъпва на лечение в София в известната Александровска болница. Там се среща с проф. Ст. Белинов и заедно с учители от софийското училище за глухонеми и група глухонеми младежи основават Дружеството на глухонемите в България, на което е избран за секретар.
През 1938 г. заради дейността му е предложен от директора на американския в-к World telegraph за награждаване от Международния съюз на глухонемите.
Работи като сътрудник на вестник „Заря“, редактира отделни броеве на вестник „Без слух и говор“. Издава 2 книги: „Глухонеми“ – повест (1936), с предговор от Дора Габе, и „Роден край“ – пътепис (1947), предговорът на която е от Ангел Каралийчев.
Носител е на „Народен орден на труда“ – сребърен и златен, за своята активна обществено-политическа дейност. Умира на 7 юни 1992 г.